# Rekownica, tỉnh Warmińsko-Mazurskie
Rekownica [rɛkɔvˈnit͡sa] (tiếng Đức: Großwalde)  là một ngôi làng nằm ở quận hành chính của Gmina Jedwabno, trong Szczycieński, WARMIŃSKO-MAZURSKIE, ở miền bắc Ba Lan. Nó có vị trí vào khoảng 8 kilômét (5 mi) về phía đông nam của Jedwabno, 15 km (9 mi) về phía tây nam của Szczytno và 40 km (25 mi) về phía đông nam của thủ đô khu vực Olsztyn.
Ngôi làng được thành lập nên bởi một ngư dân tên là Eugen Gross hoặc Grosz, người vào ngày 12 tháng 3 năm 1710 đã nhận được 16 łans và 8 morgen đất từ một chủ rừng địa phương Rudolf Wilhelm von Lüderitz. Ngôi làng nằm ở vị trí thuận tiện gần bờ ba hồ: Głęboczek, Rekowe và Bakola (sau này đã không còn tồn tại một thời gian trong thế kỷ 19). Ngôi làng được tạo ra dựa trên luật Kulm truyền thông và được miễn thuế một thời gian, để thu hút nhiều người định cư, chủ yếu là từ phía bắc Masovia.
Theo một cuộc điều tra dân số thực hiện năm 1780 đã liệt kê 12 nông dân sống trong làng, hai năm sau đó, một bản kiểm kê của làng Phổ đã ghi nhận 26 ngôi nhà ở Rekownitza. Đến năm 1817, ngôi làng đã tăng lên 158 người. Năm 1858, ngôi làng có 42 ngôi nhà và có diện tích 81,5 łans.
Năm 1923, người dân địa phương bắt đầu dịch vụ chữa cháy tình nguyện, năm 1941, một trạm cứu hỏa mới được xây dựng. Năm 1939, ngôi làng bao gồm 57 trang trại (90 tòa nhà), trong đó có 13 tòa nhà lớn hơn. Có 385 cư dân vào năm 1939.
Trước năm 1945, khu vực này là một phần của Đức (Đông Phổ). Trong Thế chiến II, ngôi làng đã bị tàn phá nặng nề bởi chiến tranh vào năm 1944 và 1945. Sau chiến tranh, nó đã được xây dựng lại một phần, ngày nay dân số có hộ khẩu thường trú của nó không vượt quá 76 người, nhiều người đến làng trong những tháng mùa hè.